# گل ستاره‌ای

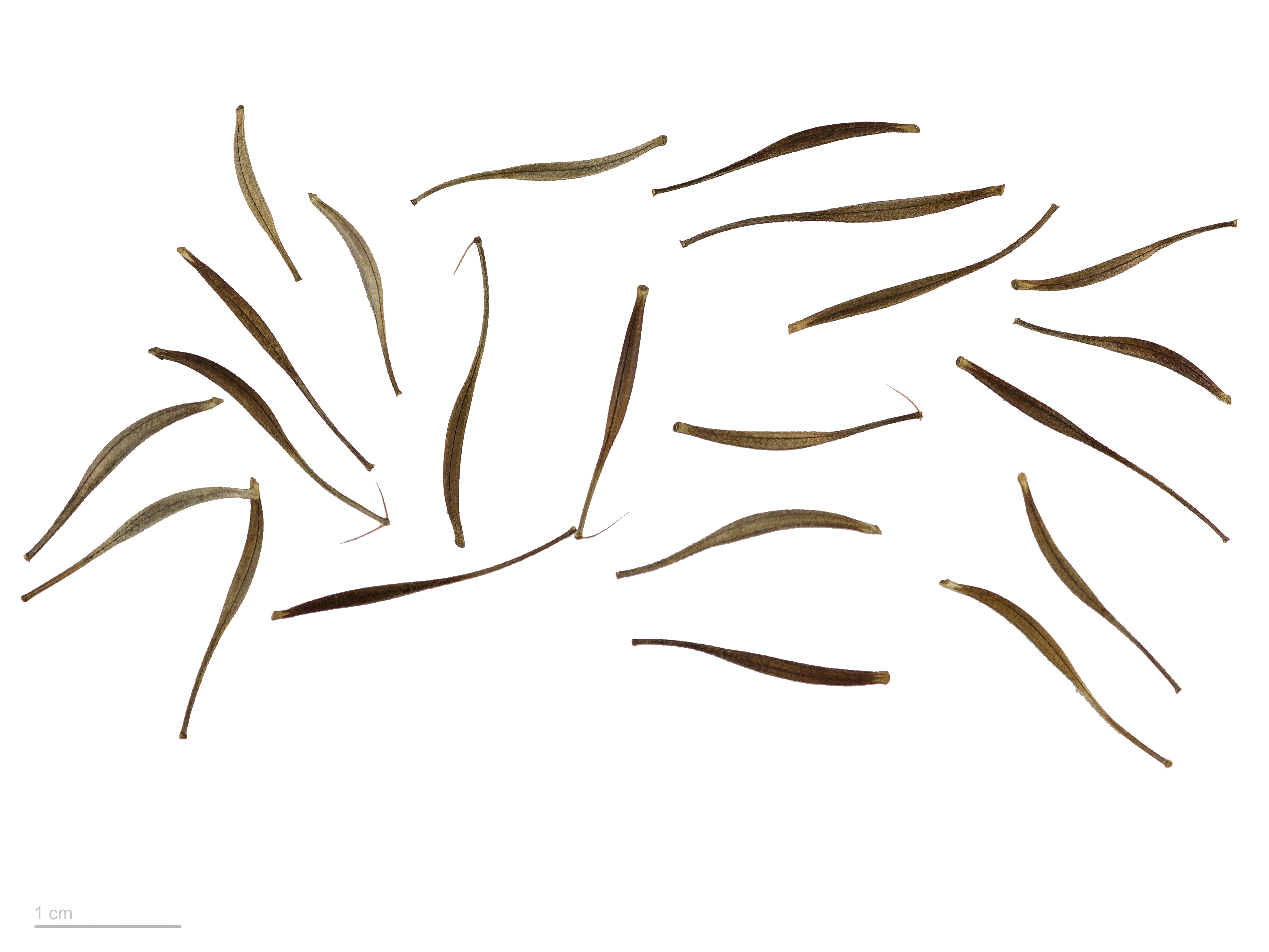
Cosmos sulphureus

گل ستاره‌ای(نام علمی: Cosmos sulphureus) نام یک گونه از سرده شاه اشرفی است.